# Lunga vita alla signora!
Lunga vita alla signora! is een Italiaanse filmkomedie uit 1987 onder regie van Ermanno Olmi.

## Verhaal
Libenzio is een 16-jarige leerling aan de hotelvakschool. Hij gaat met zijn klasgenoten naar een kasteel, waar een rijke, oude dame elk jaar een groot diner geeft. Ze moeten er helpen bij het opdienen van de gangen. Door het overdreven protocol loopt alles in het honderd.

## Rolverdeling
| Acteur             | Personage    |
| ------------------ | ------------ |
| Marco Esposito     | Libenzio     |
| Simona Brandalise  | Corinna      |
| Stefania Busarello | Anna         |
| Simone Dalla Rosa  | Mao          |
| Tarcisio Tosi      | PG           |
| Marisa Abbate      | La Signorina |